# Kõnnujõe
Kõnnujõe – wieś w Estonii, w prowincji Jõgeva, w gminie Tabivere.